# 洗马路街道
洗马路街道，是中华人民共和国贵州省遵义市汇川区下辖的一个乡镇级行政单位。

## 行政区划
洗马路街道下辖以下地区：
洗马社区、玉石坝社区、新舟社区、高泥社区、汇川社区、隋阳阁社区、仁和苑社区和添阳社区。